# Yonkolde
Yonkolde (ou Youkolde) est une localité du Cameroun située dans l'arrondissement de Bogo, le département du Diamaré et la région de l’Extrême-Nord.

## Population
En 1975, le village comptait 92 habitants, dont 78 Peuls et 14 Massa.
Lors du recensement de 2005, on y a dénombré 485 personnes.